# الرويسات (مصراته)
الرويسات هي  منطقة من المناطق السكنية  في مصراتة، ليبيا. تقطنها قبيلة الدرادفة. وتعتبر واحدة من الدوائرة الإدارية الإحدى عشر لبلدية مصراتة.

## أهم المعالم
- كلية الطب البشري.
- عيادة الأسنان المركزية /مصراته لطب و جراحة الفم والأسنان.
- مصنع الصابون.
- مستشفي الهلال الأحمر ، عاطل عن العمل
- مسجد_الشهداء/الرويسات
- مدارس  ال ماطوس ، شهداء الرويسات،  أسامه ابن زيد ، شهداء  السبت ، 7 أكتوبر، راس مفتاح
- مصرف الوحدة  مصرف الصحاري
- شارع سناء.  شارع بنغازي،  شارع سعدون )تاورغا، شارع الهلال  ، شارع المعين  ، دائري الثاني،
- نادي الجهاد الرياضي الثقافي الاجتماعي